# Jan (Derewianka)
Jan, imię świeckie Iwan Derewianka (ur. 6 lipca 1937 w Zinkowie) – ukraiński duchowny prawosławny w jurysdykcji Patriarchatu Konstantynopola, od 2012 administrator ukraińskich parafii w Europie Zachodniej, z tytułem arcybiskupa Parnasu.

## Życiorys
20 lipca 1980 przyjął święcenia diakonatu, a 19 września 1982 prezbiteratu. 27 października 1991 otrzymał chirotonię biskupią. Do 1995 był członkiem niekanonicznej Ukraińskiej Cerkwi Autokefalicznej. W 1995 pojednał się z Patriarchatem Konstantynopola.